# 河川争奪

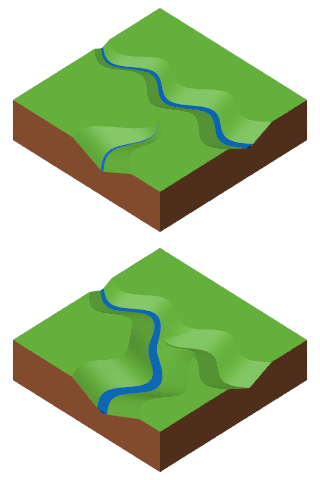
河川争奪の模式図。
ある水系の谷頭が侵食等により上流へ伸びて（上図）、別の水系に達するとそこから上流の流域をすべて奪う（下図）。

河川争奪（かせんそうだつ）は、河川の流域のある一部分を別の河川が奪う（自らの流域に組み入れる）地理的現象のこと。

## 過程
流域が隣接する2つの河川があり、一方の河川の侵食力が強い場合に河川争奪が発生しやすい。
まず、奪う側の河川の谷頭が上流へ侵食して分水界を後退させていく。そして、奪う側の谷頭が隣接河川の水系に達すると、そこから上流の流域をすべて奪い、下流は水の流れない谷地形が残ったり河道が逆流することもある。これが一般的な河川争奪の過程である。このような河川争奪は、日本では全国的に見られる。
また、火山を成因とする河川争奪もある。火山の噴出物が河川を堰き止めて、湖を形成し、湖の流出口が従来の水系とは異なる水系に接続する場合などである。また、断層活動が原因の河川争奪もある。横ずれ断層により河川がずれていき、ついに別の水系と接続するような場合である。
なお、河川の蛇行に伴って形成される三日月湖地形は類似する現象だが、通常は勾配を原因とせず同一河川で起きる現象であり、河川争奪には含めない。

## 河川争奪に伴う地理的現象

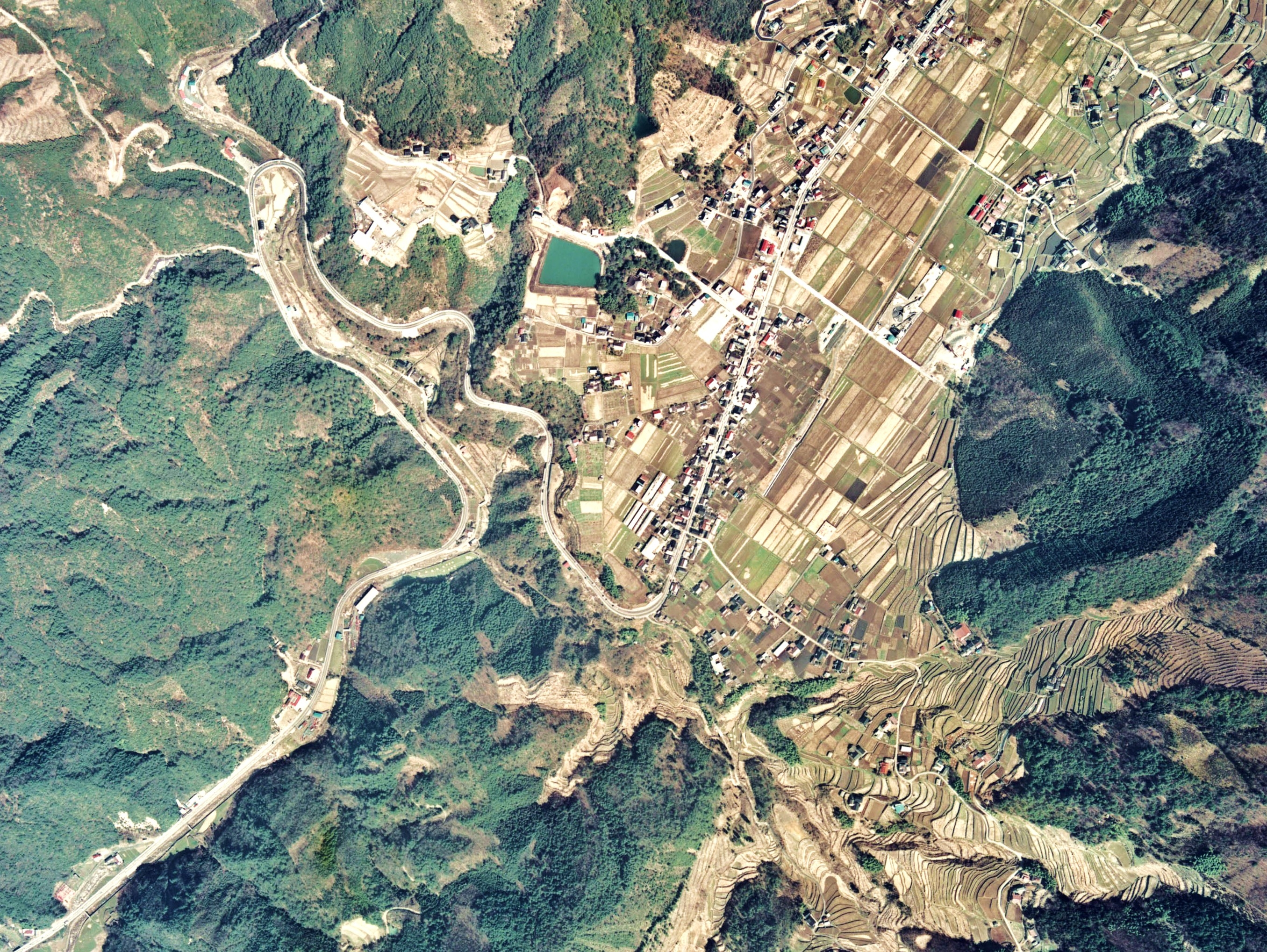
上根峠の空中写真。
画像左下方向から根之谷川（太田川水系）が簸川（江の川水系。右上の水田地帯）を争奪。片峠である様子が分かる河川争奪の顕著な例である。
（1974年撮影）

通常、侵食する河川が侵食される河川まで達していない段階では、分水界は稜線上にある。しかし、侵食の進行にともなって、隣接河川の形成する谷の中に奪う側の谷頭が入り込んでしまう。この分水界の形態を谷中分水界（こくちゅうぶんすいかい）という。谷中分水界は、今まさに河川争奪が行われようとしていることを表している。
河川争奪が起こると、奪う側では急勾配の谷が形成されるのに対し、奪われる側では比較的平坦な地形となることが多い。こうした地形を片峠（かたとうげ）または片坂（かたざか）という。片峠の存在は、その地域で河川争奪が発生していた可能性が高いことを物語る。
河川争奪が発生する前に、奪われる側の河川が幅の広い谷を形成していたが、河川争奪により上流域を奪われ、河川規模が小さくなることがある。これを、斬首と言い、この場合、小さな河川規模にもかかわらず幅の広い谷が残存することとなる。こうした谷を無能谷または不適合谷という。さらに水流がなくなって風隙になることもある。無能谷や風隙の存在もまた、その地域で河川争奪が行われた可能性を強く示唆するものである。

## 生物の生息範囲に与える影響
河川争奪は、生物（主に水棲の昆虫、魚類、両生類など）の生息範囲を変えることもある。
例えば、淡水魚は海水を通ることができない種が多いにも関わらず、隔たった河川に同種の淡水魚が生息していることはよく見られる。これは、河川争奪により、一方の河川に棲んでいた淡水魚がもう一方の河川へ移動したのが、想定できるひとつの原因だと考えられる。
また、淡水魚と同様に陸上移動能力が低いタイプの両生類や水棲昆虫、多くの河川産無脊椎動物についても同じ事が言える。

## 主な河川争奪地形の例

### 要因が明らかな争奪された河川（日本）
- 村田川 - 千葉県大網白里市小中池付近で村田川上流部を南白亀川水系の支流小中川 が争奪、谷底低地が千葉市昭和の森公園内に残る。
- 武庫川、加古川、由良川水系の争奪
  - 武庫川上流 - かつて武庫川支流だった篠山川上流部が篠山口付近の土砂堆積のため遮断され、宮田川とともに加古川へ接続し、川代渓谷を作っている。
  - 武庫川 - 藍本付近で土砂堆積のため流路が寸断、大きく迂回して広野付近で本流へ合流、かつての河道は相野川となり、三田市へ続く谷底平野が残る。
  - 由良川水系土師川支流竹田川の支流黒井川の上流を、丹波市石生付近で加古川水系高谷川が争奪。日本一低い谷中分水界一帯は「氷上回廊」と呼ばれている。
  - 由良川の土師川合流点より上流域は、かつては加古川水系であったが、20万年前頃までに由良川に争奪された[3]。
  - 篠山口から南矢代の間の谷底平野。
  - 栗柄峠、鼓峠 - 丹波篠山市北部。典型的な片峠を呈する。篠山川流域のほとんどを加古川水系が争奪している。
- 可愛川（江の川水系簸の川上流部）- 広島県安芸高田市の上根峠付近（地図 - Google マップ）で太田川水系根之谷川が争奪、谷底平野（根之谷）が残る。
- 高津川 - 島根県吉賀町・山口県岩国市錦町付近で、錦川支流宇佐川・深谷川が高津川上流を争奪、谷底平野（田野原）が残る。

### 要因が明らかな争奪された河川（海外）
- 花蓮渓 - 台湾花蓮県にあり、秀姑巒渓が争奪
- テイズ川（英語版）上流域 - アメリカ合衆国のオハイオ州・ウェストバージニア州付近でオハイオ川が争奪
- スリムズ川（英語版） - カナダユーコン準州・2016年に水源となるカスカウルシュ氷河（英語版）の後退によりアルセック川（英語版）に争奪され事実上消滅。河川争奪現象が現在進行している例として注目されている。
- ドナウ川 - 上流部がカルスト地形のため、水の一部が地下に潜り、より勾配が急なライン川流域へ流出している。将来的に完全な河川争奪になると予想されている。（ドナウ川浸透（英語版））

### 議論があるもの
いずれも人為的とする説もある。

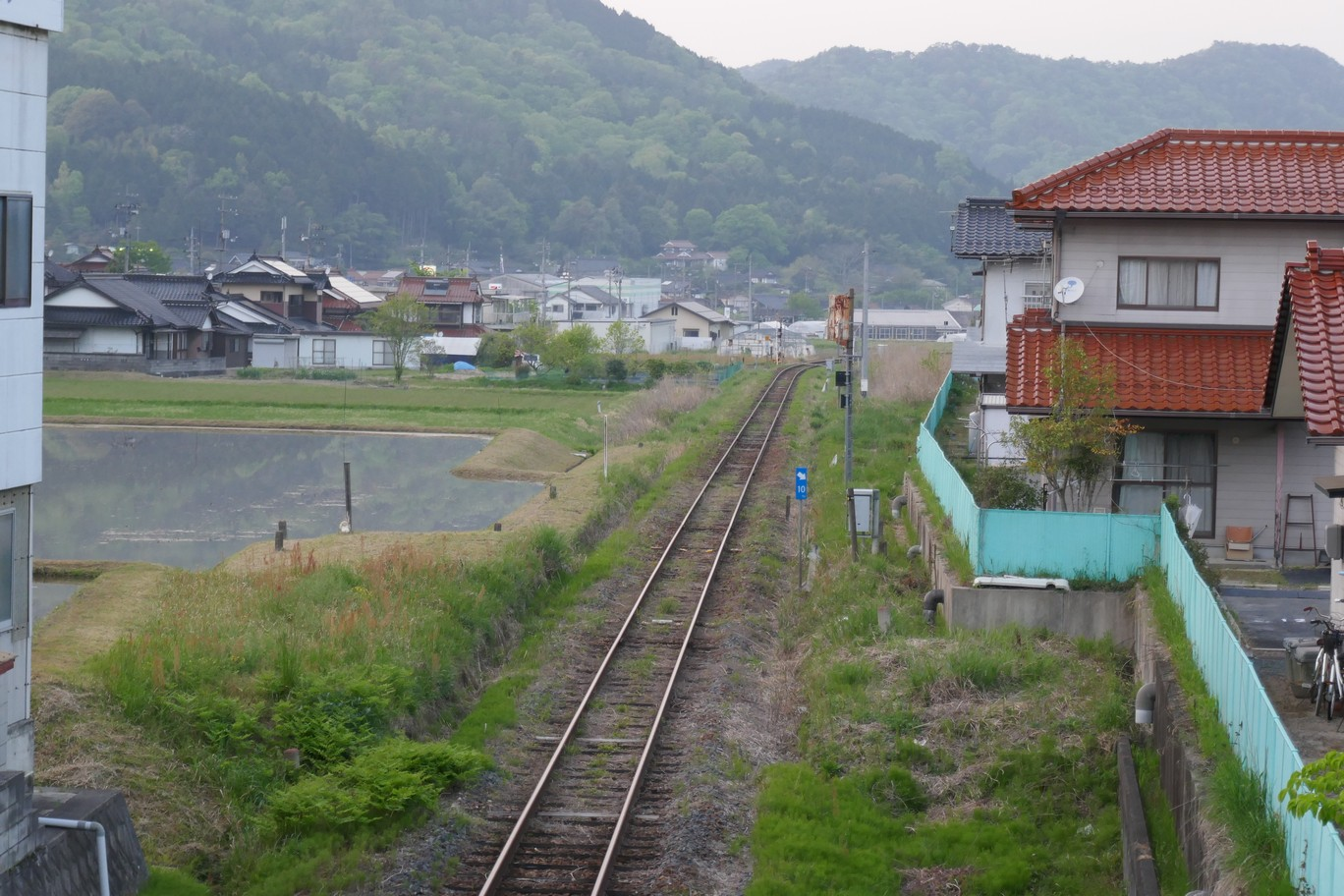
分水界泣き別れ。画像手前側から三篠川（太田川水系）が画像上方側の戸島川（江の川水系）を争奪。谷中分水界の例。

- 石神井川 - 東京都北区王子付近で隅田川が石神井川を争奪したとする説、下流に残った谷底地形を谷戸川、境川、谷田川などが流れ、最後に藍染川が不忍池に注ぐ。
- 谷沢川 - 東京都世田谷区等々力2丁目付近で谷沢川上流部を等々力渓谷が争奪したとする説、谷底低地は逆川、九品仏川が暗渠として残っている。
- 可愛川 - 広島県向原町向井原付近で江の川水系の可愛川支流の戸島川上流を太田川水系の三篠川が争奪したとする説もある。分水界泣き別れを参照。